# Gorgeira

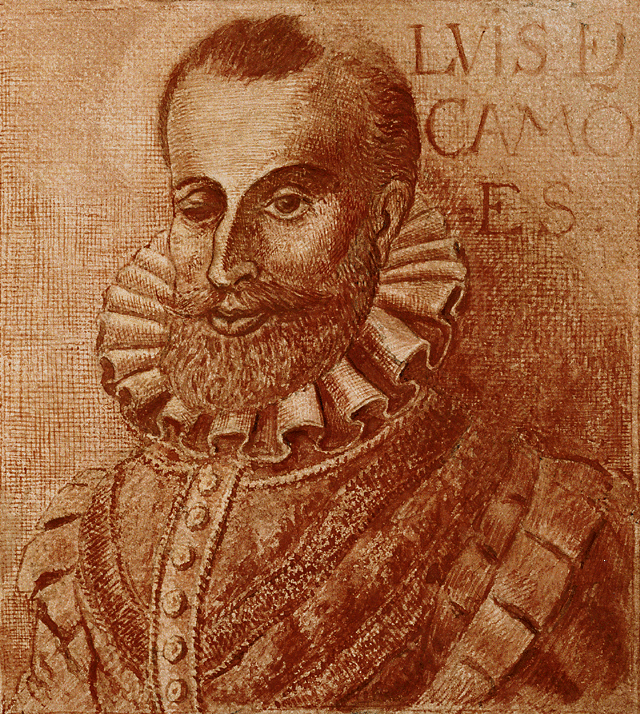
Cópia do retrato de Luís de Camões, por Fernão Gomes, c. 1577, mostrando uma gorgeira

A gorgeira, também conhecido por rufo ou lechuguilla (do castelhano lechuga, que significa "alface", numa alusão ao seu formato), foi uma gola que se usou na Europa Ocidental desde meados do século XVI até meados do século XVII. Tratava-se dum tipo de gola em tela branca, muito armada, por vezes rendada.
A gorgeira era envergada por homens, mulheres e crianças, e evoluiu da pequena franja rendilhada no pescoço da camisa. A gorgeira era um acessório separado, que se podia tirar para lavar, e que impedia que o gibão ou o vestido se sujasse na gola. A sua rigidez, que era conseguida com goma, obrigava a que quem as usasse tivesse de manter uma postura direita, tornando-se rapidamente num símbolo de riqueza ou de estatuto social.
Com o passar dos anos, a moda ditou que as gorgeiras passassem a ter um tamanho exagerado, o que lhes valeu a designação jocosa de "prato de São João", em alusão ao martírio de S. João Baptista, cuja cabeça foi entregue a Salomé numa bandeja de prata.
Catarina de Médicis ficou muito associada a um tipo específico de gorgeira, semicircular, que se levanta sobre a nuca, pelo que é referida como "Gorgeira Médicis". Este acessório é também muito associado a Isabel I de Inglaterra, por surgir em alguns dos seus retratos.

Gorgeira na moda europeia
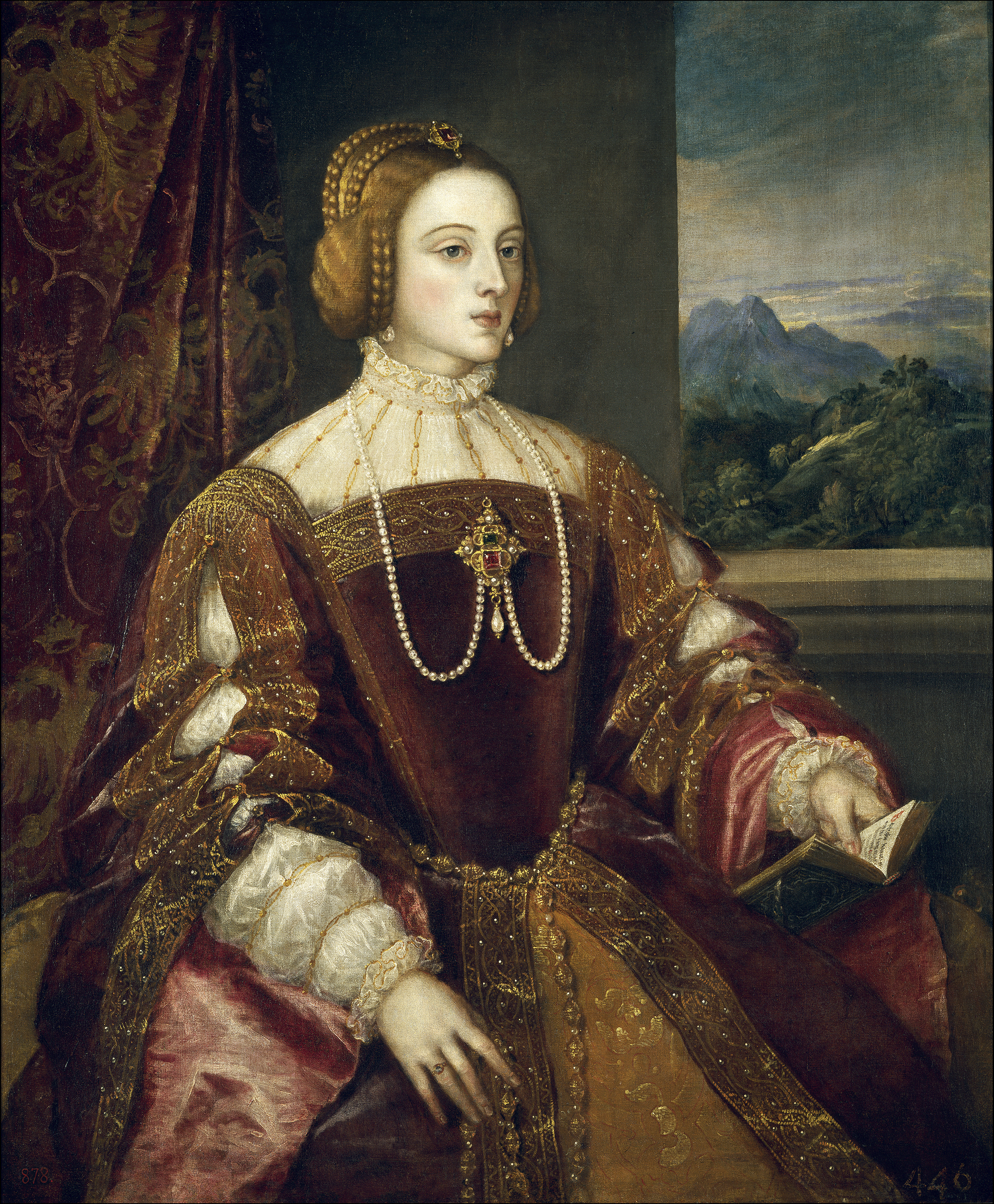
Isabel de Portugal, Imperatriz Romano-Germânica, 1548
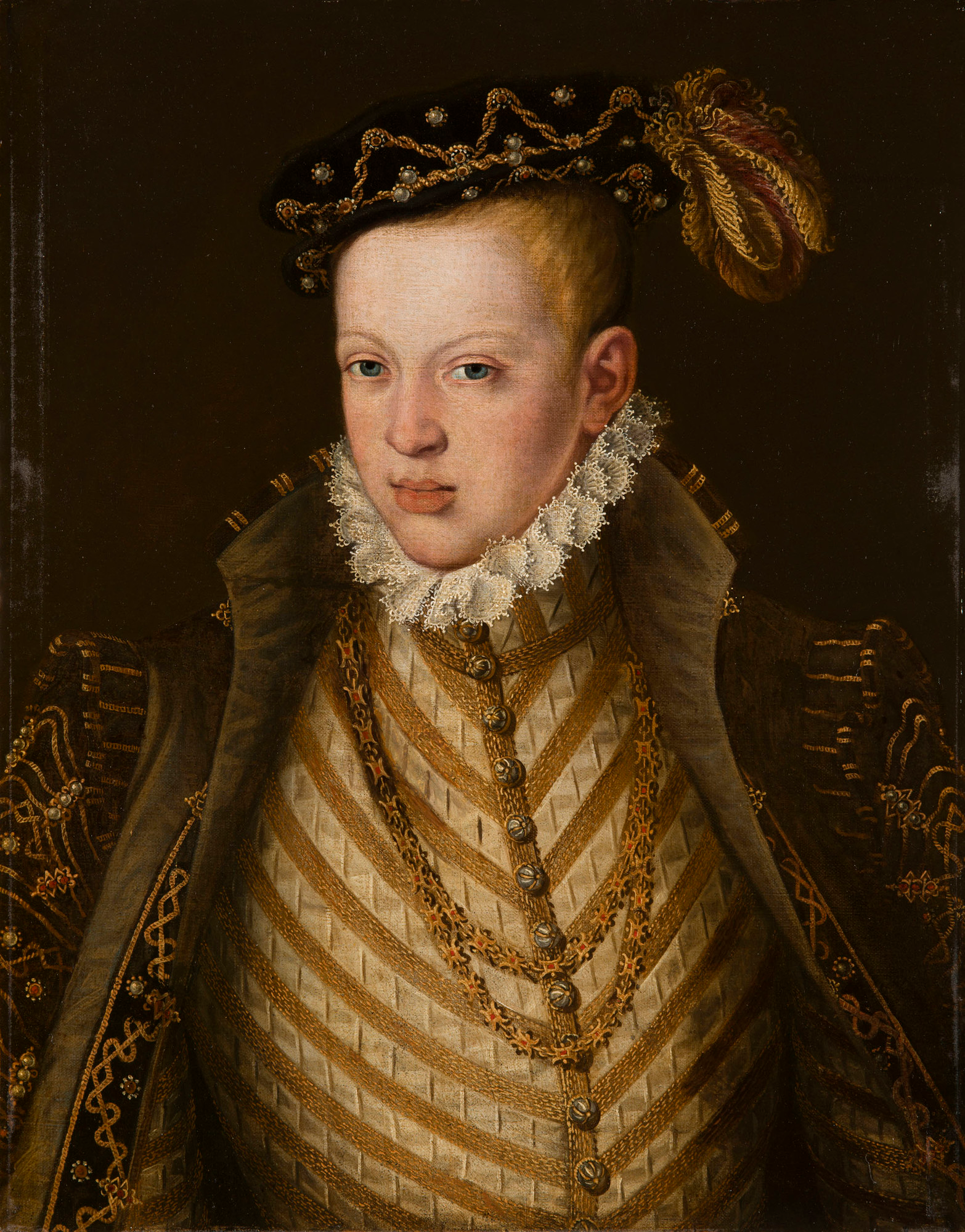
D. Sebastião de Portugal, c. 1565
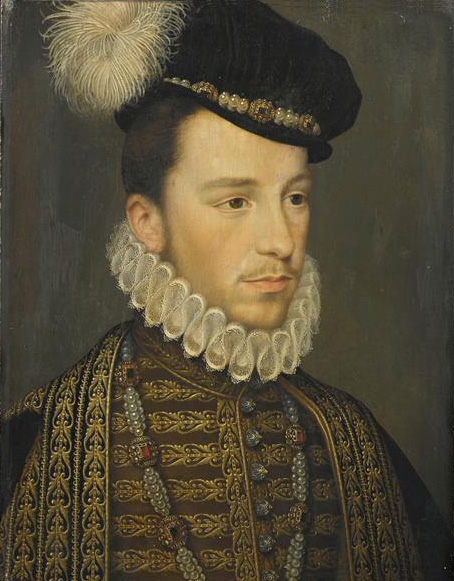
Henrique III de França, c. 1570
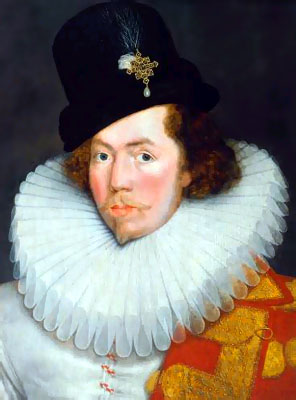
Sir Henry Unton, c. 1586
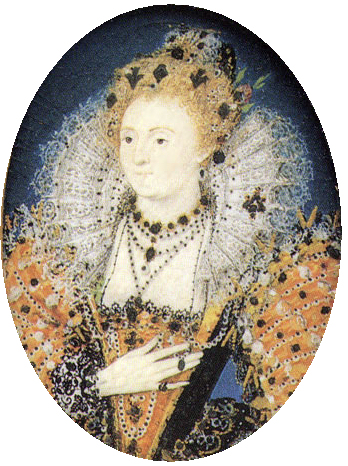
Isabel I de Inglaterra com uma gorgeira Médicis, c. 1595
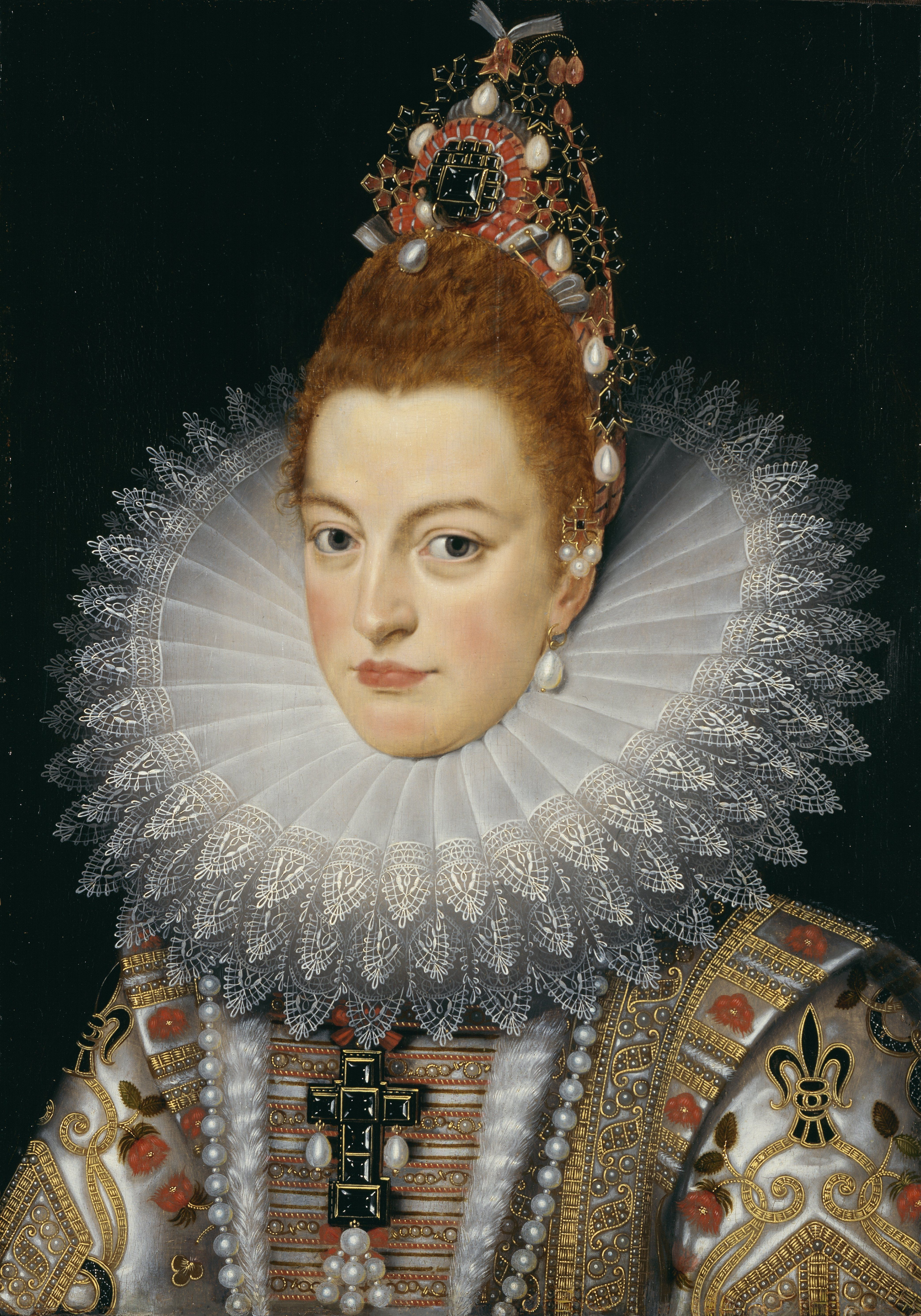
Infanta D. Isabel da Áustria, séc. XVII
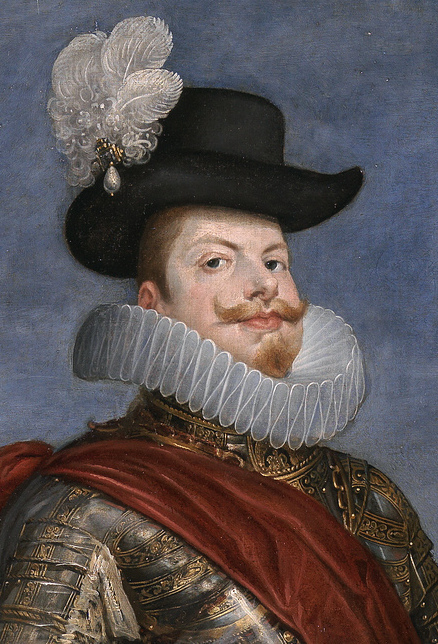
D. Filipe III de Espanha, c. 1635
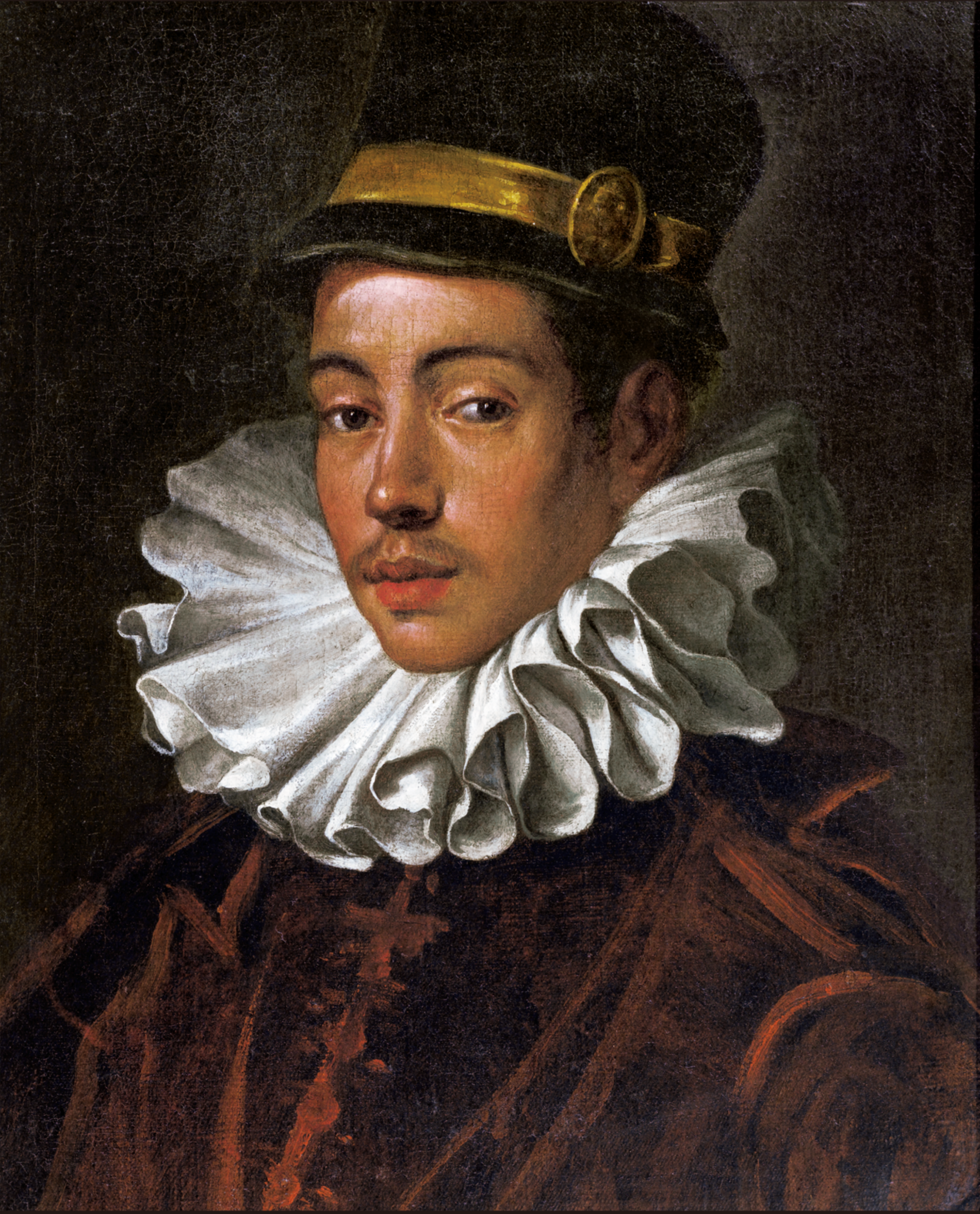
Itō Mancio, 1585
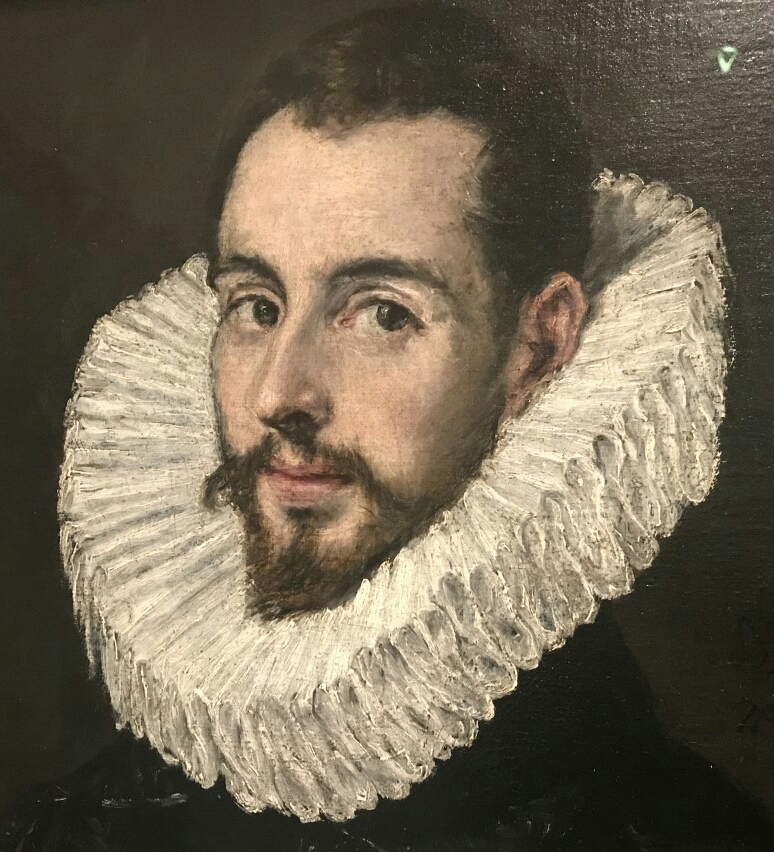
Jorge Manuel Theotokopouli